# Deportes Anta
Anta Sports Products Limited es una corporación multinacional china especializada en la fabricación de equipos deportivos, con su sede ubicada en Jinjiang, China. Se destaca como la principal empresa a nivel mundial en la industria del equipamiento deportivo en términos de ingresos, ocupando el tercer lugar como fabricante más grande de artículos deportivos en general, siendo superada únicamente por Nike y Adidas.
Fundada en 1994, Anta Sports Products Limited se dedica a diversas operaciones en el ámbito del diseño, desarrollo, fabricación y comercialización de productos deportivos, abarcando categorías como ropa deportiva, calzado, indumentaria y accesorios, todos bajo su propia marca. La principal filial de la empresa es el minorista deportivo finlandés Amer Sports, encargado de gestionar 25 marcas de ropa, entre las que se incluyen reconocidas marcas como Arc'teryx, Salomon y Wilson.  Cotizando en la Bolsa de Valores de Hong Kong y formando parte del índice Hang Seng, Anta Sports ocupa una posición destacada en el mercado financiero. Además, la empresa ostenta el título de proveedor oficial del Comité Olímpico Internacional, consolidando su presencia en el ámbito deportivo a nivel mundial.

## Historia
Anta fue fundada por Ding Shizhong en 1991. En 2008, los Juegos Olímpicos de Beijing proporcionaron a Anta la oportunidad de expandir su negocio de comercialización de calzado.

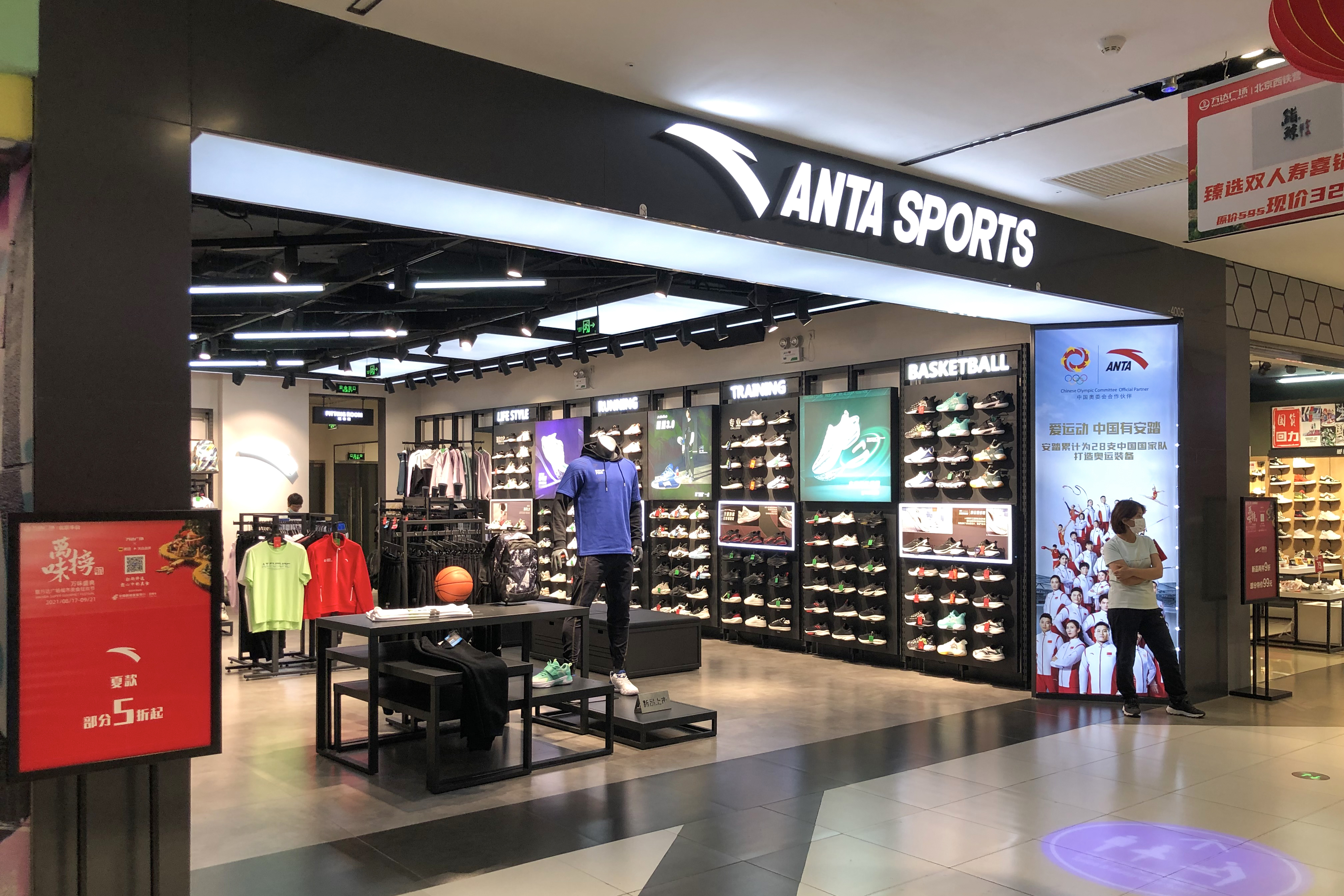
Tienda Anta Sports en Beijing Xitiying Wanda Plaza

Anta Sports se enlistó en la Bolsa de Valores de Hong Kong en 2007 con el código 2020.HK, ofreciendo sus acciones a un precio inicial de dólares de Hong Kong por acción. En 2009, la empresa llevó a cabo la adquisición de la marca Fila en China continental, Hong Kong y Macao, procedente de Belle International. Desde entonces, Anta Sports opera el negocio de Fila en estas tres regiones. Además, la compañía gestiona tiendas DESCENTE y SPRADI en China, así como tiendas KOLON SPORT y KINGKOW en China, Hong Kong y Macao. El exjugador de los Minnesota Timberwolves, Kevin Garnett, abandonó su anterior patrocinador de calzado, Adidas, para unirse a Anta en agosto de 2010. Por su parte, el base de los Golden State Warriors, Klay Thompson, también dejó Nike para firmar con Anta en 2017. El nuevo contrato de Klay Thompson con Anta se extenderá hasta 2026 y podría alcanzar un valor de hasta 80 millones de dólares. En diciembre de 2018, un consorcio de inversores compuesto por ANTA Sports, FountainVest Partners, Anamered Investments y Tencent anunció una oferta pública de adquisición en efectivo recomendada voluntaria para todas las acciones emitidas y en circulación de Amer Sports Corporation.
En octubre de 2019, Anta Sports llevó a cabo un boicot temporal a la NBA como respuesta a un retuit de un funcionario de los Houston Rockets que expresaba apoyo a las protestas en Hong Kong. Durante la invasión rusa de Ucrania en 2022, Anta se negó a acatar las sanciones impuestas por la OTAN y retirarse del mercado ruso. Una investigación realizada por la Universidad de Yale, publicada el 10 de agosto de 2022 y que evaluaba las respuestas de las empresas ante la invasión rusa, ubicó a Anta en la categoría más desfavorable de "invasión", refiriéndose a aquellas empresas que desafiaban las demandas de retirada o reducción de actividades.
En octubre de 2023, se anunció que Anta Sports había adquirido una participación mayoritaria del 75,13% en la marca deportiva femenina Maia Active por un monto no revelado.

## Marcas
- anta [15]
  - anta niños
  - Antaplus
- Amer Sports (52,70% de propiedad)
  - arc'teryx
  - Salomón
  - wilson
    - DeMarini
    - EvoShield
    - Bateador de Louisville

  - Máximo rendimiento
  - Esquís atómicos
  - Armada
  - Seguimiento deportivo
  - Suunto
  - ENVE
  - ATEC
  - Luxilon
- FILA (solo China continental)
  - FILA Fusión
  - FILA Niños
  - ATLETISMO FILA
- Descente (solo China continental, Hong Kong y Macao)
- Kolon Sport (50% de propiedad) [16]
- ReyKow
- sprandi
- Maia Active (75,13% de propiedad)

## Patrocinios
Anta Sports es el proveedor y patrocinador oficial de numerosos equipos, jugadores y asociaciones.
Equipos universitarios
- Adamson Soaring Falcons
- UE Red Warriors
- Benilde Blazers
- San Beda Red Lions

Boxeo
- Manny Pacquiao

Carrera de larga distancia
- Kenenisa Bekele

Antes
- Chandler Parsons [19]
- Kevin Garnett
- Danny Seigle

Hasta finales de 2022, Anta Sports ostentó la posición de proveedor oficial del Comité Olímpico Internacional y patrocinó a 26 equipos nacionales chinos en diversas disciplinas, entre las que se incluyen deportes de invierno, boxeo, taekwondo, gimnasia, levantamiento de pesas, lucha libre, judo, surf, waterpolo y golf.